# Henri Nouwen

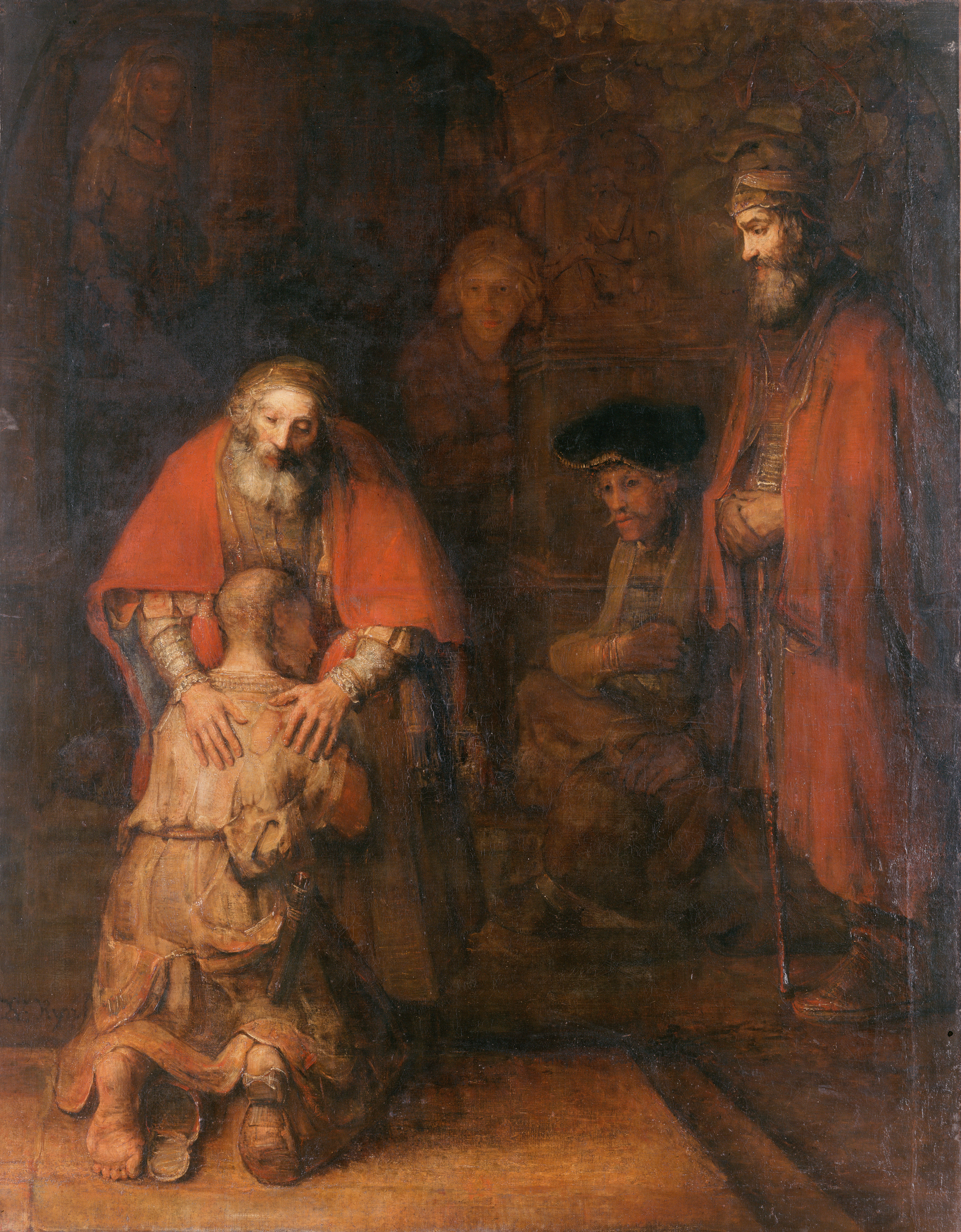
Die Rückkehr des verlorenen Sohnes Rembrandta. Nouwen napisał książkę Powrót syna marnotrawnego opartą kontemplacji i analizie tego obrazu

Henri Nouwen (ur. 24 stycznia 1932 w Nijkerk, zm. 21 września 1996 w Hilversum) – holenderski ksiądz katolicki, autor ponad 40 książek z zakresu duchowości.
Jego książki są wysoko cenione zarówno przez katolików, jak i protestantów.
Pracował przez prawie 20 lat jako profesor w Menninger Foundation Clinic w Topece (Stany Zjednoczone) oraz na Uniwersytecie w Notre Dame, Uniwersytecie Yale i Uniwersytecie Harvarda. Później zostawił swą pracę i zamieszkał z osobami z niepełnosprawnością umysłową w domu we wspólnocie L’Arche.
Przyjaźnił się z Jean Vanierem, założycielem L’Arche, i miał na niego duży wpływ.
Zmarł na zawał mięśnia sercowego.

## Dzieła wydane w Polsce
- Dziennik z Genesee. Zapiski z klasztoru trapistów
- W imię Jezusa
- Sztuka życia – opowieść o przyjaźni i cierpieniu
- Z samotności (trzy medytacje o życiu chrześcijańskim)
- Otwarte dłonie
- Po drugiej stronie lustra. Refleksje o życiu i śmierci
- In memoriam. Zachować pamięć: osobiste refleksje po stracie matki
- Jedyne, czego nam trzeba
- Nasz największy dar
- Listy do Marka o Jezusie. Duchowe życie w materialnym świecie
- Błogosławieni, którzy wprowadzają pokój
- Mój rok szabasowy. Dziennik z ostatniego roku życia
- Żywa pamięć. Służba i modlitwa dla zachowania pamięci o Jezusie Chrystusie
- O wspólnocie, modlitwie, przebaczeniu
- Gracias! Dziennik z Ameryki Łacińskiej
- Zraniony uzdrowiciel
- Uczynić wszystko nowe
- Życie Umiłowanego. Jak żyć duchowo w świeckim świecie
- Intymność
- List pocieszenia
- Kręgi miłości. Codzienne czytanie z Henrim J. M. Nouwenem
- Droga serca
- Zmień moją żałobę w taniec
- Chleb na drogę. Dziennik mądrości i wiary
- Powrót syna marnotrawnego
- Wieczorem w domu. Dalsze rozważania nad przypowieścią o synu marnotrawnym
- Odnaleźć drogę do domu. Ścieżki życia i Ducha[1]